# Општина Јуник
Општина Јуник се налази у југозападном делу Косова и Метохије између општина Ђаковица и Дечани. 1945-1962. године Јуник је, такође, био седиште општине са значајним ресурсом шума и туристичким потенцијалима јер се највиши врх на Косову налазио у овој општини. После укидања општине Јуник место Јуник је било у саставу општине Дечани, 2005. године Општина Јуник је поново формирана као пилот општина, а пун статус је стекла у октобру 2008. године, без насеља Вокша, Слуп и Раставица које су до 1962. године припадале Општини Јуник, ова насеља су и даље остала у саставу општине Дечани. Данашња општина се састоји од 2 катастарске општине: Јуник и Јасић-Ђоцај и три насеља: Јуник, Јасић и Ђоцај. Насеља Јасић и Ђоцај су током сукоба на Косову 1999. године скоро у потпуности уништена и данас су скоро ненасељена. Површина општине 77,76 km². Приближно 44% територије је под шумом, док се 56% користи за пољопривредну производњу. Врло је велика незапосленост у општини. У општини, по првим резултатима пописа становништва 2011. године на Косову, живи 6.078 становника који углавном живе у самој варошици Јунику. До сукоба на Косову у овој општини је живело и око 700 Срба, док је данас општина скоро искључиво насељена Албанцима. Површина општине је 7775 ha.